# عصابة الدكتور عمر (فلم)
عصابة الدكتور عمر فيلم مصري إنتاج عام 2007 بطولة مصطفى قمر وياسمين عبد العزيز ولطفي لبيب و إدوارد، وتدور أحداث الفيلم في إطار يجمع بين عناصر الكوميديا والرومانسية والغناء.

## قصة الفيلم
تدور أحداث الفيلم حول الدكتور عمر الطبيب النفسي الذي يعود من الخارج متأثراً بأساليب العلاج الحديثة هناك ويحاول تطبيقها، ولكن تنتهي محاولاته بالفشل والتوجه لقسم الشرطة بسبب ما تسببه هذه الطرق من مشكلات.
وذات يوم وأثناء وجوده مع أستاذه د.فخري (لطفي لبيب) يرى ريم (ياسمين عبد العزيز) في منضدة مجاورة فيعجب بها ثم فجأة يراها تسرق إحدي مقتنيات صديقتها فيتوجه مرة أخرى لنفس المكان حيث عرف أن عيد ميلاد صديقتها في نفس المكان وتعمد الوقوف جانبها ليجد أنها تمد يدها في جيبه ليكتشف أنها فعلاً مصابة بمرض الكليبتومانيا أو مرض السرقة بسبب انشغال والديها عنها وأنها ليست سارقة، فيسبب ذلك لها مشكلة أمام أصدقائها تؤدي لقطع علاقتها بخطيبها حمادة، ولكنه يذهب إليها ويعتذر لها ويحاول علاجها بشكل غير مباشر ولكنه يقع في حبها في الوقت ذاته، كما يرفض مصارحتها بحقيقة مهنته، ويفكر في خطة لعلاجها، وهي أن يتفق مع مجموعة على أن تتوجه لنفس المول التجاري الذي سيذهب إليه هو ومريضته ريم، ويظهروا أمامها أنهم يسرقون فترى الأمر غير مثير -كما يقول د.عمر- وتمتنع عن عادة السرقة، فيقرر عمر الاستعانة بـ(لص) ومريضين عنده (هشام أو إدوارد الذي ظهر بدور مريض نفسي يعاني من فوبيا الأماكن المرتفعة والآخر طارق أو النجم خالد سرحان المريض النفسي بعقدة من النار) وأستاذه دكتور فخري (لطفي لبيب) كما اتفق مع مدير المول (مهاب) على ذلك، وينجح الأبطال بالظهور أمامها يسرقون ولكن أحد المشترين يكشفهم ويبلغ الأمن فيضطروا للبوح بالحقيقة وتكتشف ريم أنه طبيب نفسي وأنه خدعها فتقاطعه ثم يكتشف الأبطال أن صاحب المول التجاري خدعهم وأبلغ عنهم واتهمهم بسرقة نصف مليون جنيه، فيعلم الأبطال أنها حيلة لكي يهرب إلى خارج مصر وينفذوا خطة لتتبعه، وفي الوقت ذاته ينجح الدكتور فخري في استعطاف ريم لكي تساعدهم وتبلغ الشرطة التي رفضت الاقتناع بما قال، وفي خضم الرحلة الصعبة لضبط الجاني تنجح نظرية الدكتور عمر وهي أنه المريض النفسي يشفى من مرضه إذا اهتم بمشكلة شخص آخر، وهو ما حدث مع هشام الذي تمكن من صعود على السيارة الجيب الخاصة بالجاني مهاب وطارق الذي تعطل سيارته التي كان يطارد بها مهاب وتشب بها ناراً فيطفئها وتنتهي عقدته من النار، كما تستجيب ريم في النهاية لمساعدة عمر وتسرع إلى المطار فتصطدم بمهاب لنكتشف أنها سرقت جواز سفره وتقابل عمر الذي كان يطارد مهاب وفشل في الإمسك به وتقول له : دي آخر مرة حاسرق فيها (هذه آخر مرة سأسرق فيها) وينتهي الفيلم بحل مشكلات مرضاه وانضمام اللص (محمد شرف) للعلاج عنده.

## الممثلون
- مصطفى قمر
- ياسمين عبد العزيز
- لطفي لبيب
- إدوارد
- محمد شرف
- خالد سرحان

## روابط خارجية
- مقالات تستعمل روابط فنية بلا صلة مع ويكي بيانات